# Opevnění Prahy

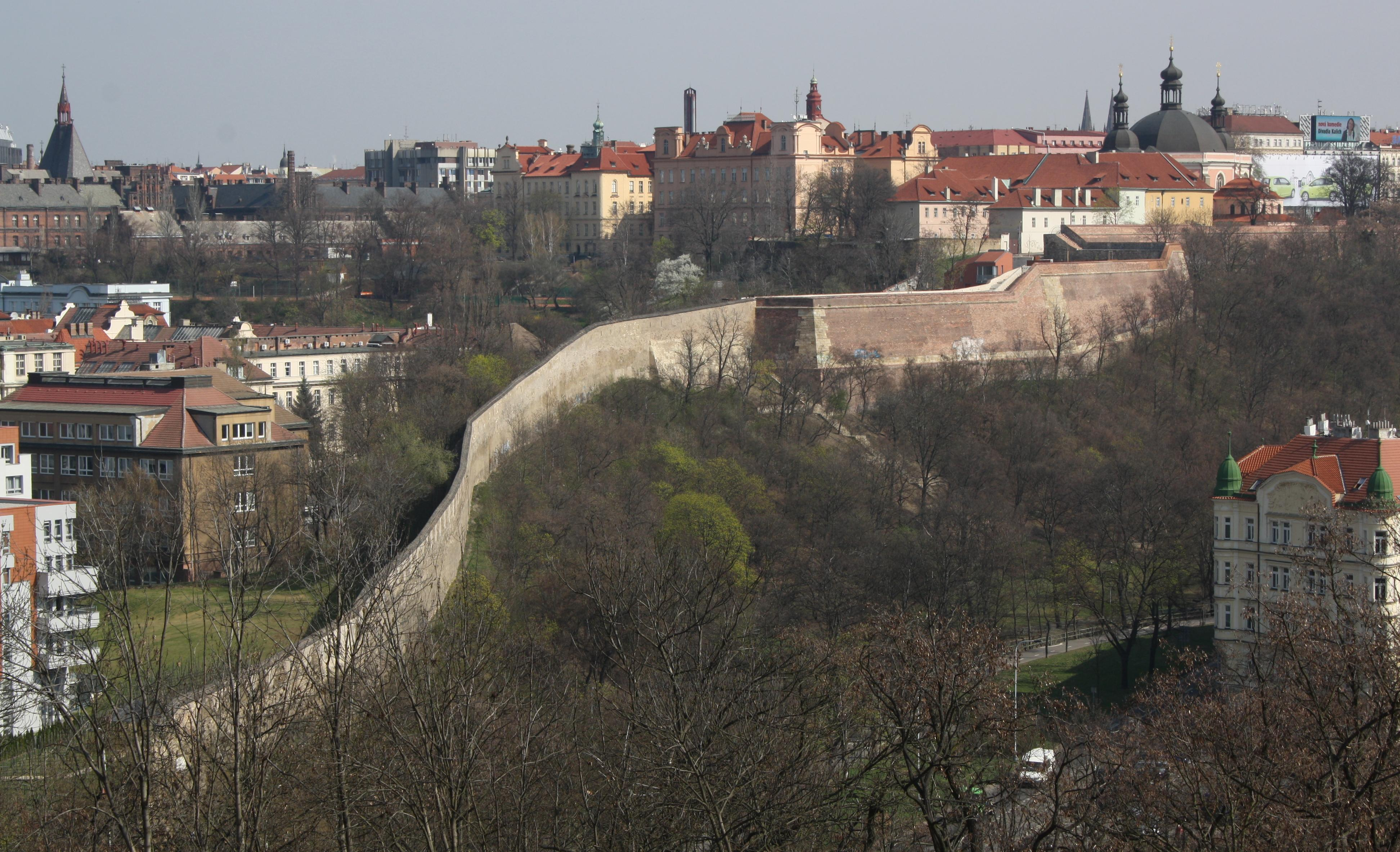
Dochovalá část gotických novoměstských hradeb při pohledu z Vyšehradu

Opevnění Prahy bylo budováno nejprve samostatně kolem jednotlivých hradišť, obou hradů a pražských měst, ale ve společný systém se vyvíjelo již v době založení Nového Města v polovině 14. století, mnoho staletí před sloučením pražských měst do Královského hlavního města Prahy. Opevnění Starého Města ztratilo význam a postupně zaniklo již po vzniku Nového Města. V 17. a 18. století bylo v některých místech opevnění v barokním stylu dobudováno nebo zesíleno. Roku 1875 a v následujících letech bylo opevnění, až na několik úseků a několik věží, zbouráno.

## Dějiny opevnění

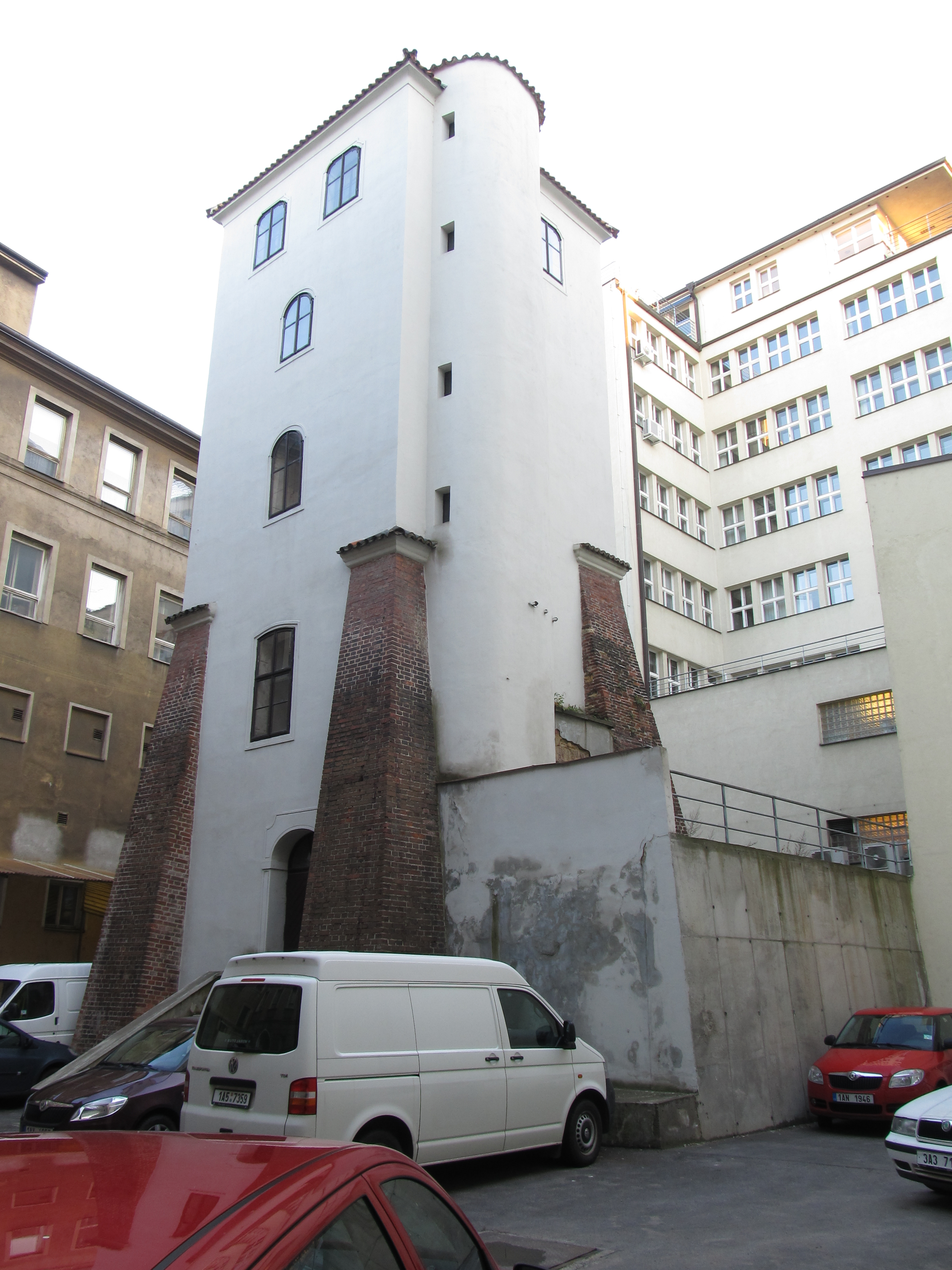
Gotická, později upravená věž staroměstského opevnění

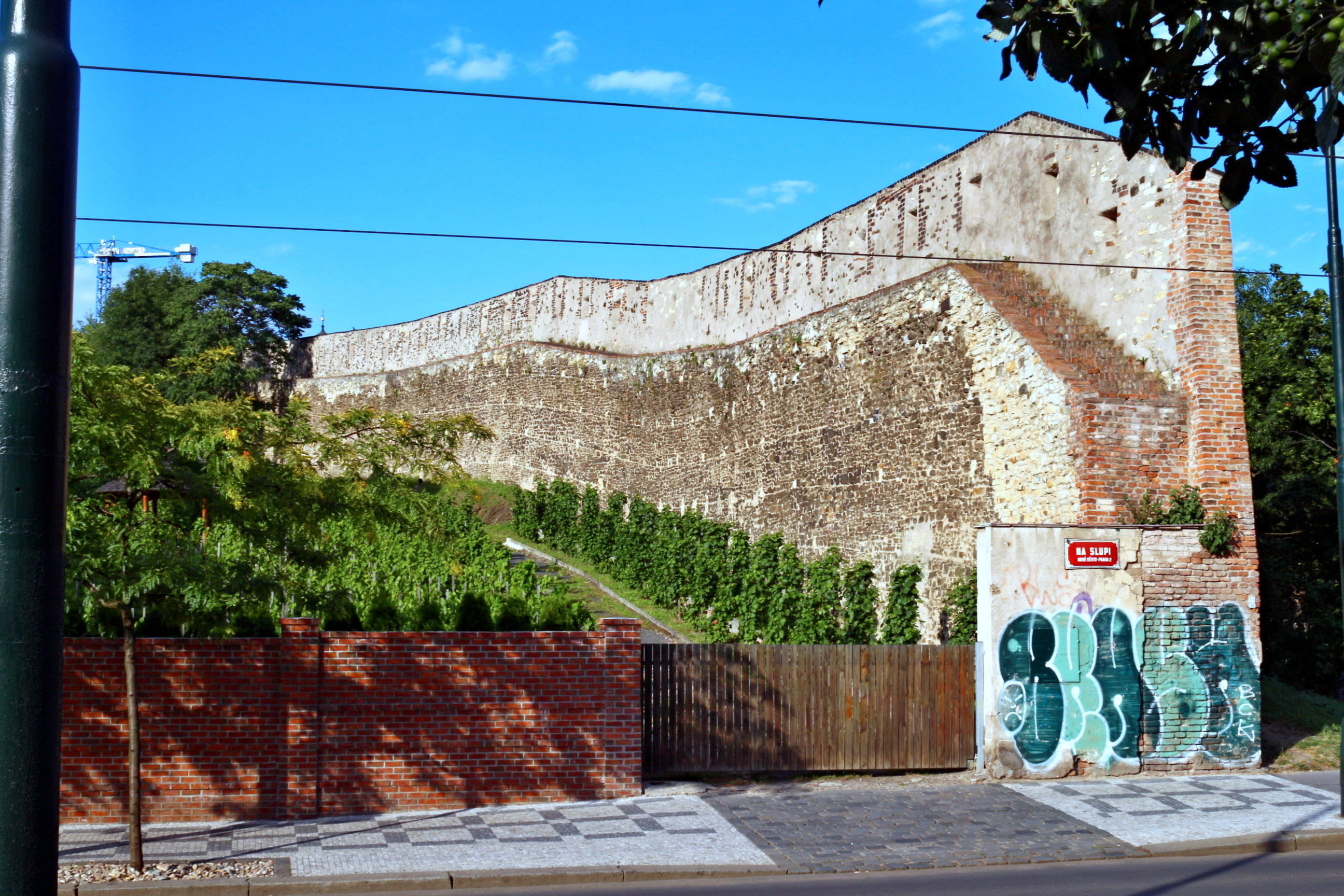
Gotické hradby Na Slupi

### Raný středověk
Na území dnešní Prahy byla již v předhistorické době opevněná hradiště Baba, Butovice, Hostivař, Podhoří, Šárka, Zámka či Závist.
Areál Pražského hradu byl v dnešním rozsahu poprvé obehnán valovým opevněním kolem roku 900, čímž byl proměněn v hradiště. Ke konci 11. století za Vratislava II. bylo opevněno také druhé přemyslovské hradiště Vyšehrad, kam tento kníže (korunovaný na prvního českého krále) přenesl panovnické sídlo. Jeho syn Soběslav I. přesídlil zpět a roku 1135 na Pražském hradě zahájil výstavbu nových kamenných hradeb s bránami a věžemi, kterými sídlo získalo charakter skutečného hradu.
Území pražského osídlení nebylo až do 13. století chráněno hradbami, ale vznikly zde různé opevněné opěrné body a objekty. U západní cesty k Pražskému hradu to byl komplex Strahovského kláštera, jedné z nejmonumentálnějších staveb románské Prahy, jejíž název zřejmě pochází od strážné funkce. Další monumentální stavbou byl Juditin most, opatřený na obou koncích (zřejmě dodatečně) věžemi a bránami. Na malostranském břehu k němu navíc přiléhala dvojice hradebních pevností: Na jihu to byla komenda rytířského řádu johanitů, která chránila přístup od jihu a na severu biskupský dvůr, ochrannou funkci dále na sever zřejmě plnilo i podmáčené bývalé vltavské rameno, které se táhlo obloukem až pod východní úbočí Hradu v oblasti Valdštejnské ulice. Na pravém břehu se živelné osídlení soustředilo především do oblasti budoucího Starého Města, kde vyrostly téměř všechny z mnoha desítek pražských románských domů. Ty zřejmě měly podobu více či méně opevněných dvorců, což ovšem není archeologicky dostatečně potvrzeno. Význam „opevnění“ má český název Ungeltu Týn, celního a skladového dvora zahraničních kupců poblíž staroměstského tržiště, archeologické průzkumy však výraznější opevnění vylučují.

### Vrcholný až pozdní středověk
K další etapě v dějinách opevňování Prahy došlo ve druhé třetině 13. století v pražském podhradí. Osídlená oblast na obou březích řeky s individuálně opevněnými objekty (např. Týn) se proměnilo ve dvojici vrcholně středověkých, mohutnými hradbami obehnaných královských měst.
Ve třicátých letech bylo jižně od hlavního tržiště (dnešní Staroměstského náměstí) nejdříve založeno správně samostatné Havelské město, které pak bylo spolu se starším osídlením Starého Města opevněno hradbami. Na levém břehu bylo roku 1257, rovněž na místě staršího osídlení, založeno Nové Město, dnešní Malá Strana. Její rozsah byl však menší, zejména na jihu, kde končila již maltézskou pevností při kostele Panny Marie pod řetězem poblíž Juditina mostu.

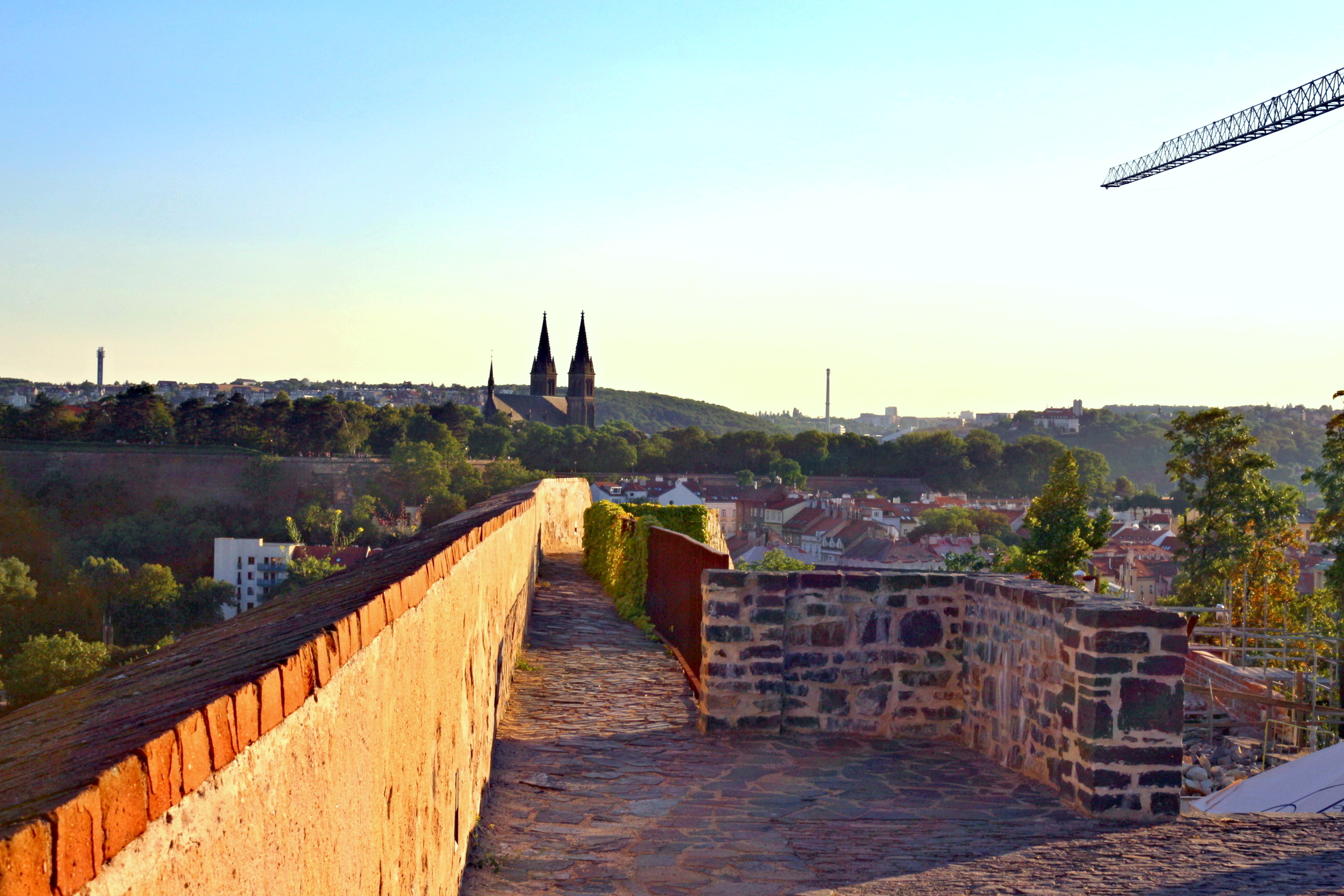
Bastiony U Božích muk na Karlově

K dalšímu, dosud největšímu rozvoji hradeb došlo zásluhou Karla IV. Na pravém břehu obklopil Staré Město obloukem Nového Města, které muselo být nově opevněno v délce několika kilometrů. Na jihu nově opevnil Vyšehrad, kterému díky korunovační ceremonii dodal nový význam, a jeho opevnění napojil na novoměstské hradby. Opevnění Starého Města oddělující Nové Město přes snahy o sjednocení zůstalo zachováno. Na levém břehu došlo postavením Hladové zdi k podstatnému rozšíření Malé Strany, jejíž součástí se tak trvale stala i část nezastavěného vrchu Petřína.
Rozvoj dělostřelectva na konci středověku si vyžádal úpravy opevnění. Např. severní opevnění Pražského hradu s typickými válcovými věžemi Mihulka a Daliborka z druhé poloviny 15. století.

### Barokní hradby

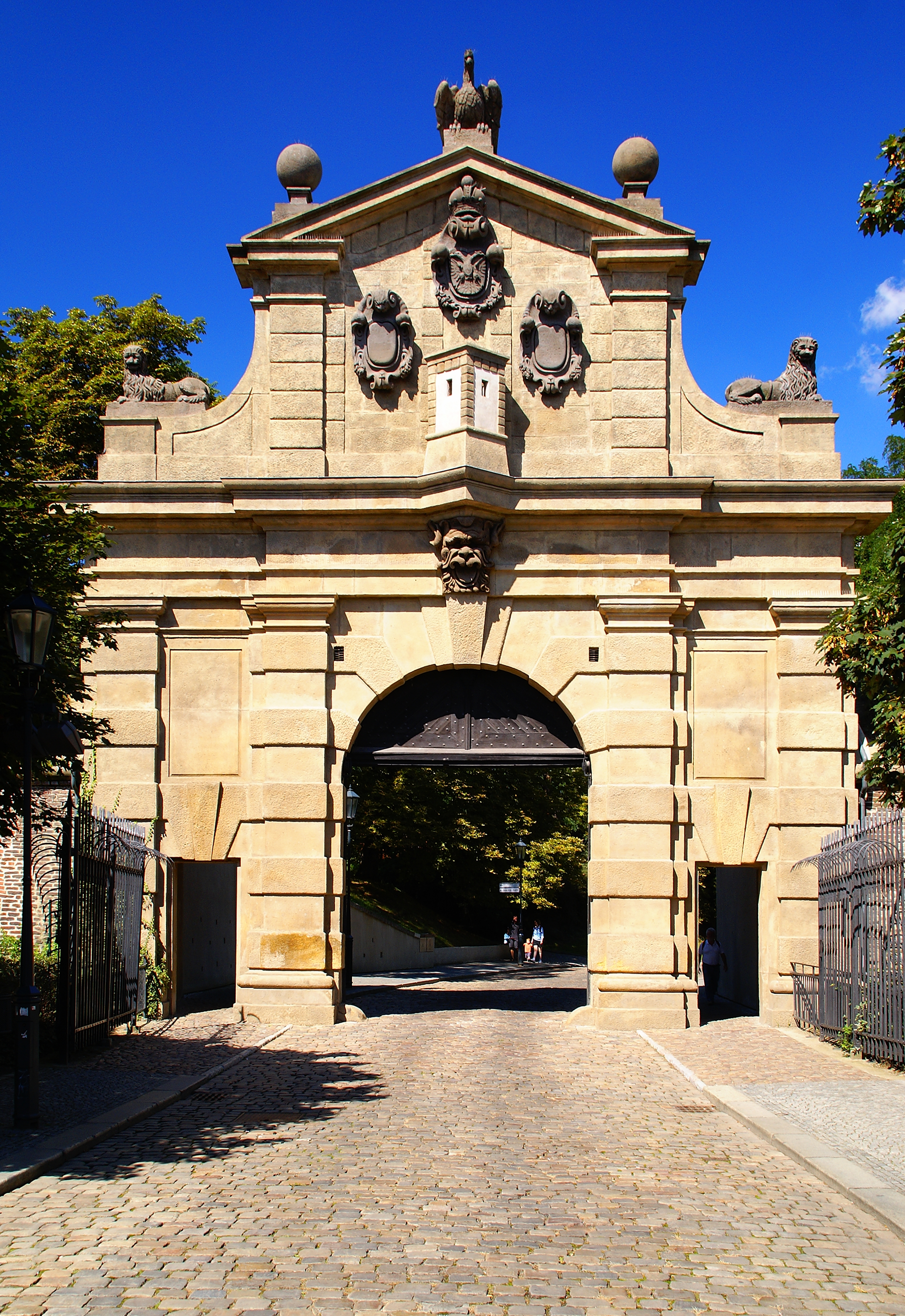
Barokní Leopoldova brána na Vyšehradě

Zcela nový, barokní systém opevnění byl kolem Prahy vybudován v letech 1653–1730. Je pro něj typické režné cihlové zdivo, zpevněné kamenným armováním, a pětiboké bastiony. Budovalo se zpravidla na volném prostoru před staršími hradbami, k výraznějšímu rozšíření opevnění došlo na severu, kde se nazývá Mariánské hradby. Nové opevnění tak vojensky sjednotilo Prahu v pevnostní město, ačkoli ke skutečnému sjednocení historických měst pod společnou správu došlo až roku 1784.
Vojenský význam nákladného barokního opevnění byl sporný díky možnosti ostřelování z okolních vrchů, jak se prokázalo již roku 1741 za válek o rakouské dědictví. Přesto Francouzi v době své okupace Prahy vynaložili značné náklady na jeho dobudování a zdokonalení. V 19. století brány sloužily pro kontrolu pohybu osob a zboží a hradby se staly cílem procházek pražanů. Průlom do hradeb si vyžádalo zřízení prvního nádraží uvnitř města v roce 1845. Otvory pro koleje byly opatřeny branami, na noc uzavíranými mříží. Ovšem již roku 1860 bylo rozhodnuto o zrušení hradeb a jejich podstatná část byla v následujících desetiletích odstraněna.

### Současnost
Do dnešní doby se na levém břehu zachovala značná část gotických i barokních hradeb. Na pravém břehu je pozoruhodně zachováno opevnění Vyšehradu a nepřehlédnutelná je také zachovalá část středověkého opevnění Nového Města mezi Albertovem a parkem Folimanka. Prostor zbořených hradeb pochopitelně ihned našel nové využití a kde to šlo byl rychle zastavěn. Na některých místech podél bývalých hradeb dodnes vedou komunikace. Např. v linii hradebních příkopů Starého města vznikly bulváry Národní třída, 28. října, Na příkopě a Revoluční, V trase východní části novoměstské hradby vede severojižní magistrála.

## Pražský hrad
V 9. století, za Přemyslovců, byl Pražský hrad valy, které byly na západě zesíleny dřevěnými palisádami. Břetislav I. v polovině 11. století nechal vybudovat nový silný násep z hlíny, dřeva a kamene. Roku 1135 nechal Soběslav I. vybudovat románskou pevnostní zeď s několika branami.

## Vyšehrad

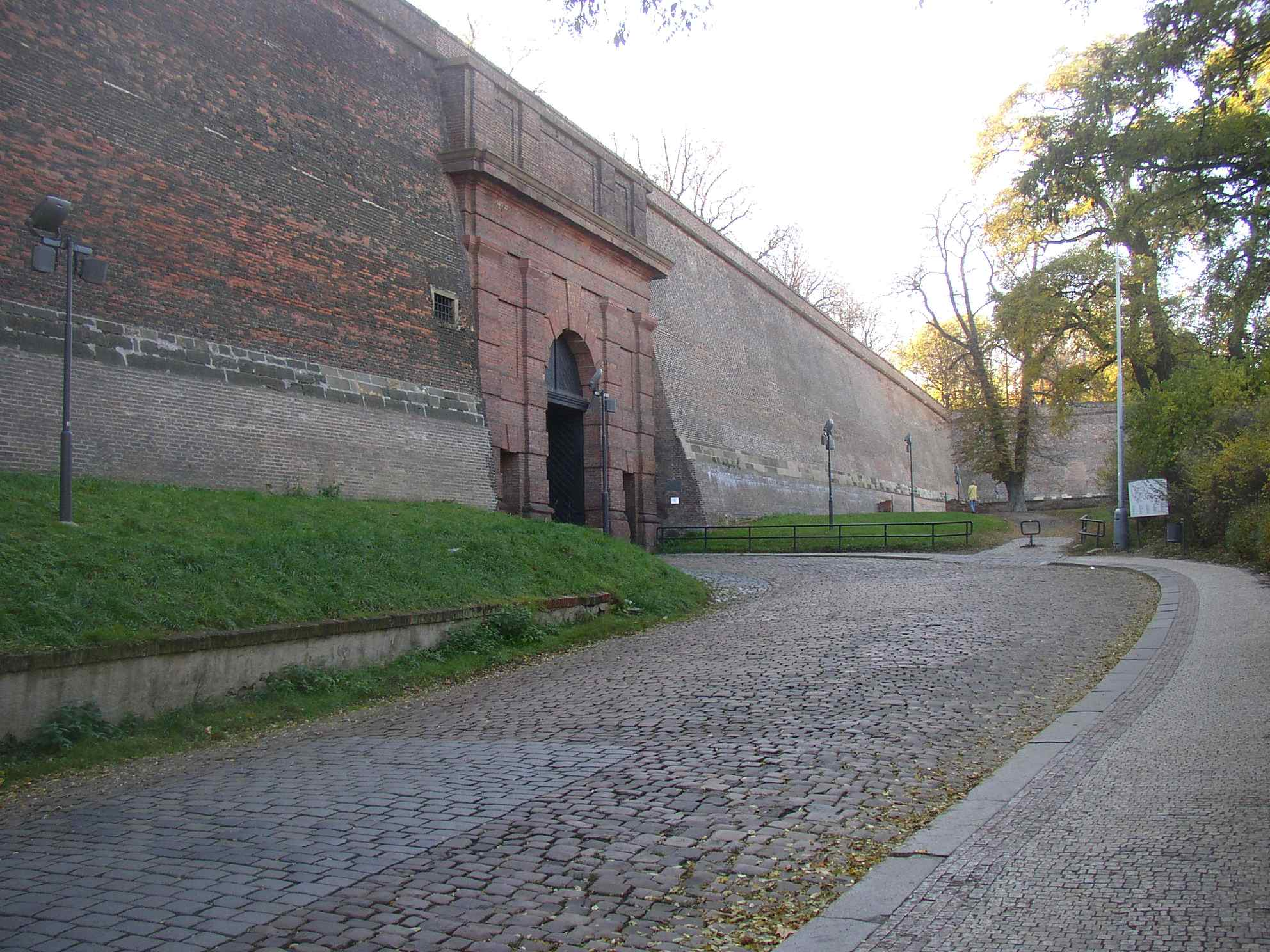
Cihelná brána na Vyšehradě, postavená roku 1842

Vyšehrad byl jako hradiště opevněn již od dob brzy po svém vzniku.
V letech 1348–1350 bylo opevnění Vyšehradu napojeno na budované gotické opevnění Nového Města a při té příležitosti přebudováno a zesíleno. Vyšehrad obklopily gotické hradby s ochozem a cimbuřím, lemované v pravidelných 60m rozestupech asi patnácti hranolovými věžemi o půdorysu 7,5 × 7,5 m. Opevnění mělo dvě mohutné brány – Špičku (též Horní či Táborskou bránu) na straně pankrácké a Jeruzalémskou (Pražskou) na straně novoměstské. Zatímco Špička se dochovala hluboko do novověku a její malá část je ke spatření dodnes, Jeruzalémská brána vzala za své už za husitských válek, dnes je zazděna. Napodobeninou brány Špička je Petřínské bludiště.
Začátkem třicetileté války byly dobudovány předsunuté sypané bastiony, po roce 1639 rohová hradba s dnešní Táborskou branou. V letech 1653–1727 byl Vyšehrad přestavěn v pevnost. Přitom byla zbourána horní část města a nadlouho byla vysídlena i kapitula. Součástí opevnění byly bastion č. 33 (sv. Bernarda) při napojení novoměstských hradeb na severní straně nad údolím Botiče, bastion č. 34 (sv. Pavla, též sv. Rocha) na východě směrem k Nuslím, bastion č. 35 (sv. Petra, též sv. Anežky) na jihovýchodě směrem k Pankráci a Podolí, bastion č. 36 (sv. Ludmily) na jihozápadě, neúplný bastion č. 37 (sv. Václava) na západě a bastion č. 38 (sv. Leopolda) na severozápadním rohu pevnosti.
V areálu Vyšehradu se dochovaly tři novověké brány, Táborská (z roku 1653, původně Nová brána, raně barokní s renesančními rysy), Leopoldova (z let 1676–1678, někdy nazývána Francouzská) a empírová Chotkova (též nazývaná Cihelná, Nová, Hřbitovní, Pražská či Vojenská, na severozápadní straně, v místě bývalé Jeruzalémské brány, z let 1841–1842).

## Staré Město

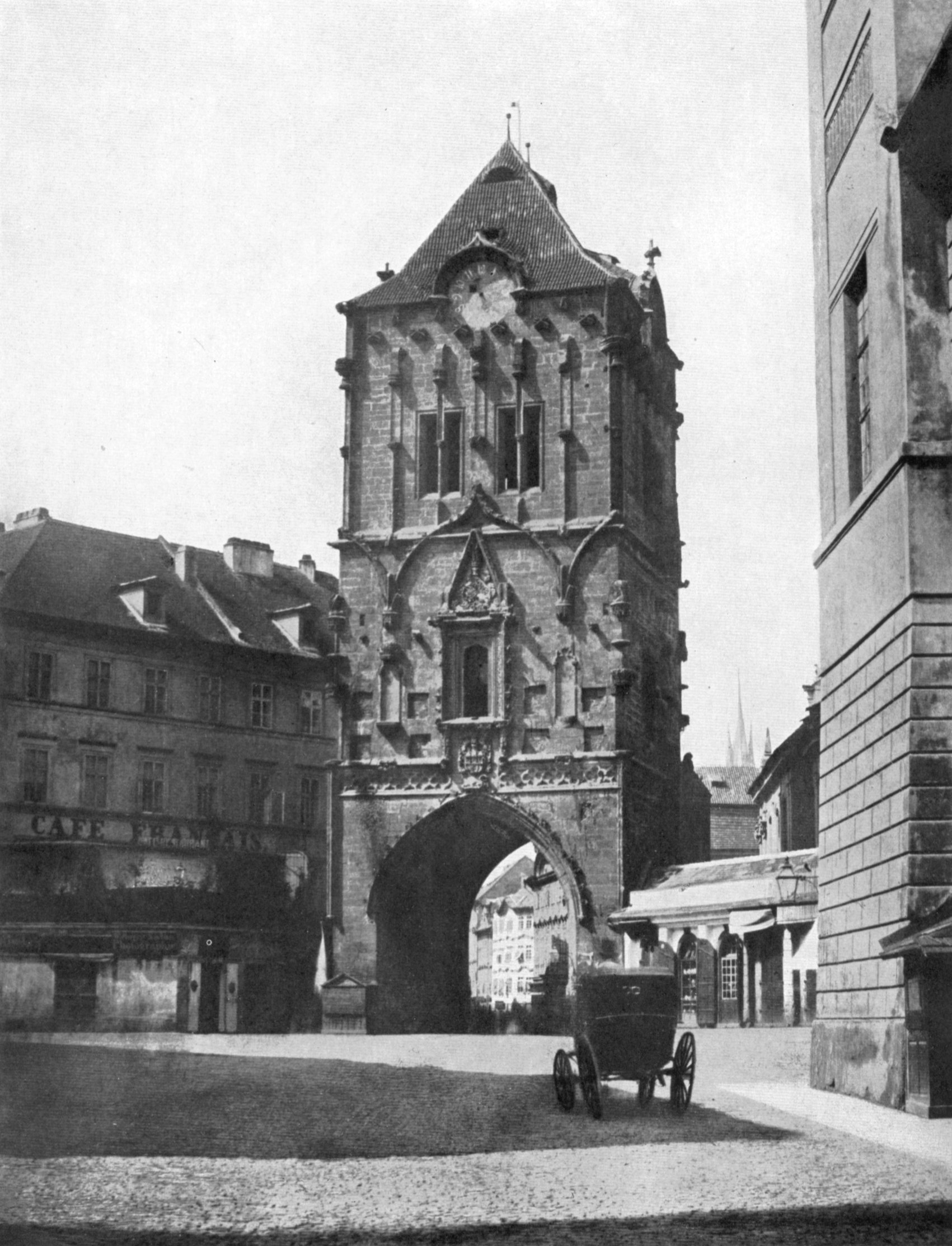
Prašná brána začala být budována na místě poškozené Odrané brány k reprezentačním účelům roku 1475, tedy v době, kdy již staroměstské opevnění pozbylo významu, a po staletí nebyla dokončena. Do dnešní podoby byla přestavěna až v letech 1878–1886 (obrázek z roku 1856)

Opevnění kolem Starého Města bylo již od posledních Přemyslovců. V letech 1235–1253 za Václava I. byly budovány hradby o délce 3,8 kilometru zhruba podél dnešních ulic Národní, Na příkopě a Revoluční, pak podél Vltavy Na Františku (podle některých zdrojů však v oblasti Františku bylo opevnění směrem k Vltavě přerušeno) a dnešní Valentinskou ulicí přes Křižovnické náměstí podél Vltavy zhruba k dnešní Akademii věd na Národní třídě. Ohrazeno bylo asi 1,4 km².
Hlavní hradba s ochozem a cimbuřím byla silná přes 2 metry a vysoká přes 10 metrů. Zevně navazoval 15 až 20 metrů široký parkán až k nižší parkánové zdi a za ní byl příkop o šířce 25 metrů a hloubce cca 6 metrů. Že by před příkopem byl val, nepodařilo se žádným výzkumem prokázat.]. Do parkánu v pravidelných vzdálenostech kolem 60 metrů zasahovaly čtyřboké kamenné obranné věže vysoké 15 metrů (celkem 16 věží). Dochovaly se tři obranné věže mezi Národní a Bartolomějskou ulicí.
Staroměstské opevnění mělo jedenáct bran.
- Brána svatého Františka stála u Vltavy, Na Františku, zvané podle kostela svatého Františka
- Brána v Dlouhé v ústí ulice Dlouhá[1]
- Brána svatého Benedikta stála na konci Králodvorské, původně zvané „svatého Benedikta“ podle kláštera a kostela svatého Benedikta[1]
- Brána svatého Ambrože též „Horská“, po husitských válkách nazývaná „Odraná“, později ji nahradila „Nová brána“ nazývaná též Prašná brána. Stála na konci ulice Celetná ve směru na ulici Hybernská, původně „svatého Ambrože“ podle kostela svatého Ambrože (Klášter irských františkánů, Dům U Hybernů).[1] Vedla tudy cesta od Kutné Hory.
- Brána v Havířské zvaná „v Prolomeném“, na konci Havířské ulice, malá branka
- Svatohavelská brána u Nového tržiště (u dnešní ulice Na Můstku poblíž kostela svatého Havla, podle některých zdrojů se tato brána nazývala Nová) byla vysoká 20 metrů, dlouhá 16,5 metrů a široká 9 metrů. Navazoval na ni zděný můstek přes příkop, který je odhalen v podzemní části stanice metra Můstek. Brána se dochovala v domě Rytířská č. o. 12.
- Brána v Perlové u kostela Panny Marie Sněžné, malá branka
- Brána svatého Martina (Zderazská brána) se nacházela na Perštýně, poblíž kostela svatého Martina ve zdi, a vedla do vsi Zderaz
- Brána svatého Štěpána stála při ústí ulice Karoliny Světlé poblíž kostela svatého Štěpána Menšího (svatého Štěpána ve zdi)
- Brána svatého Ondřeje na konci Betlémské ulice poblíž kostela svatého Ondřeje, malá branka
- Brána svatého Jana na zábradlí na rohu ulic Karoliny Světlé a Na Zábradlí poblíž kostela svatého Jana Křtitele a sloužila k plavení koní ve Vltavě
- Mostecká brána stála u křižovnického kláštera, v ulici na Juditin most
- Brána svatého Valentina stála na konci Kaprovy ulice poblíž kostela svatého Valentina
- Brána za Židovským Městem stála na konci ulice Břehová nedaleko dnešního Čechova mostu

Kromě těchto bran bylo v hradbách i několik dalších forten pro pěší.
Příkaz ke zboření staroměstských hradeb vydal Karel IV. kolem roku 1367, protože po celé délce se Starým Městem sousedilo Nové Město s vlastním opevněním. Podle některých zdrojů byl tehdy příkaz splněn, avšak podle všeho části opevnění přežily až do spojení pražských měst roku 1784. V pásu bývalých hradeb byly vybudovány domy. Hradební příkop v dnešní ulici Na příkopě byl definitivně zasypán až roku 1760. Tento název ulice se však definitivně ujal až v roce 1870.
V letech 1383–1484 byl v blízkosti Horské brány (na místě dnešního Obecního domu) Králův dvůr, po dobu těchto sta let sídlo českých králů.

## Malá Strana a Hradčany

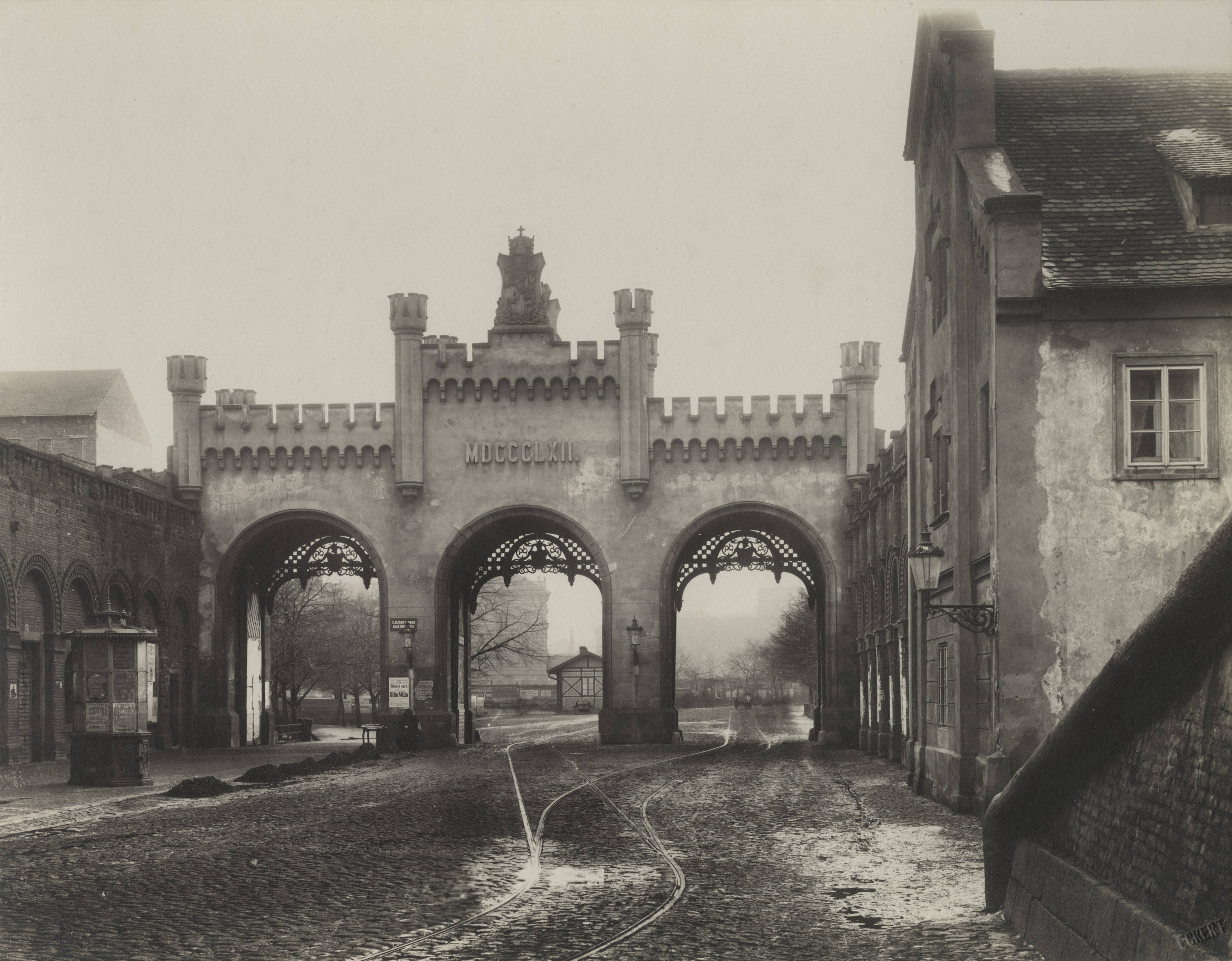
Nová Újezdská brána kolem roku 1890

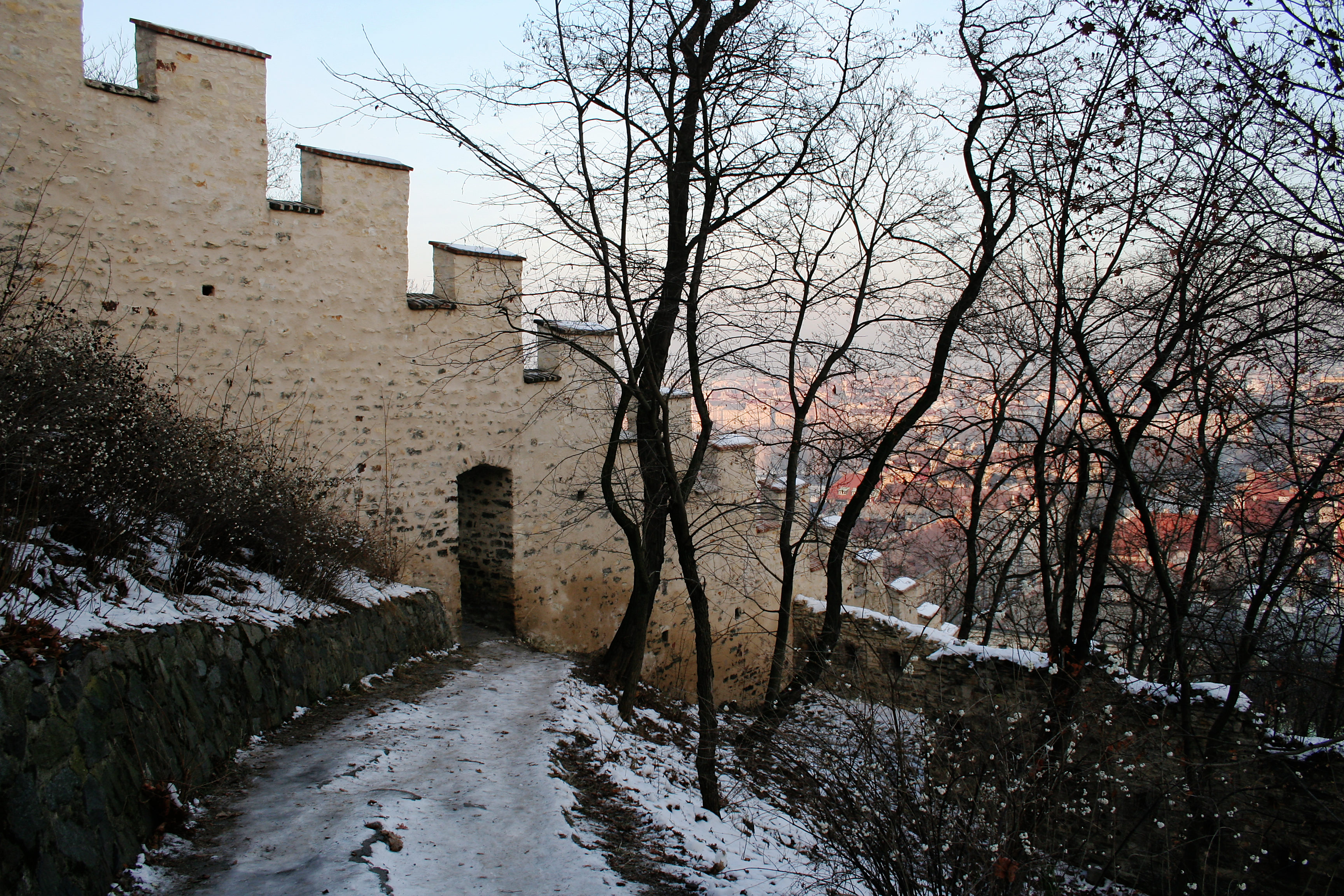
Hladová zeď na Petříně

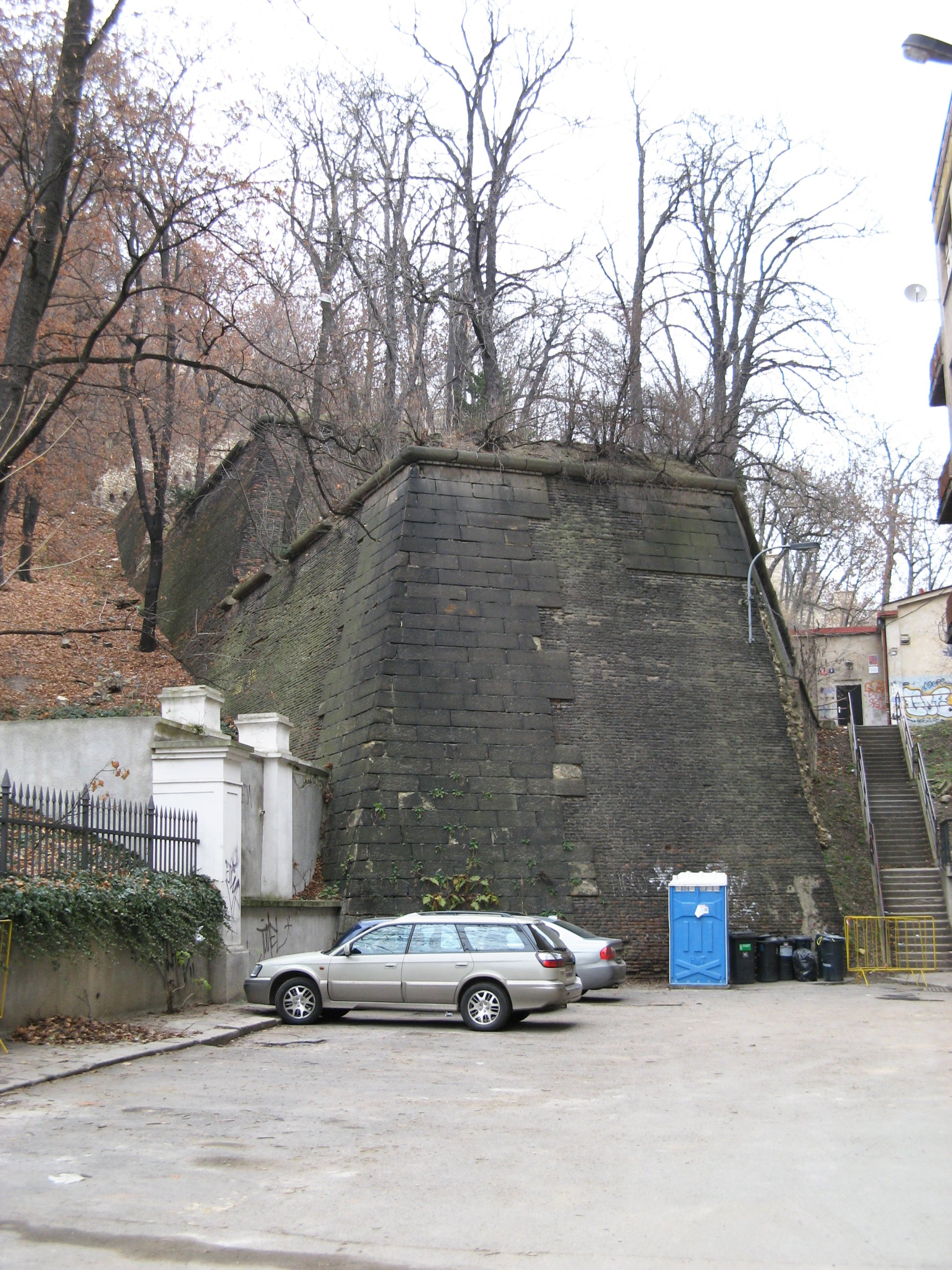
Barokní část hradeb na hranici Malé Strany a Smíchova nedaleko náměstí Kinských (ulice Rošických)

Hradby kolem Malé Strany byly budovány po roce 1257 za Přemysla Otakara II., kolem Hradčan v první polovině 14. století.
Menší či Nové Město pražské čili dnešní Malá Strana na severu sousedila s valy Pražského hradu.
Opevnění ze 13. století vedlo podél dnešní Nerudovy ulice. Uprostřed ní stála do roku 1711 Strahovská brána (zvaná též Černá nebo Hansturkovská). Touto branou vnikli roku 1611 do Prahy pasovští žoldnéři a Malou Stranu vyplenili. Opevnění se pak stáčelo kolem dnešních ulic Břetislavova a Tržiště. V místech křížení s Karmelitskou ulicí stála od roku 1257 gotická Oujezdská brána, která na čas přetrvala i pozdější rozšíření Malé Strany. Hradby pokračovaly k Juditinu mostu, kde byla brána mezi malostranskými mosteckými věžemi a kde se spojovaly s dřívějším opevněním biskupského dvora a komendy Maltézských rytířů. Újezd v té době k Malé Straně ještě nepatřil.
Na východ od Pražského hradu vedly malostranské hradby od Černé věže k dnešní ulici Valdštejnské. Tam stála až do roku 1623 původní Písecká brána, vedoucí k osadě Na Písku na dnešním Klárově. Roku 1588 byla nahrazena novou Píseckou branou u tzv. Myší díry (Pod Bruskou).
Hladová zeď na Petříně byla budována v letech 1360–1362 pro posílení ochrany Pražského hradu a Malé Strany. Vedla po západním okraji Strahovského kláštera, kolem kostela svatého Vavřince na Petříně a z Petřína k Vltavě. Fakticky tak připojila Újezd a Strahov do pražského opevnění.
Má výšku 6 metrů a sílu 2 metry. Ve výši 4 metry měla na vnitřní straně ochoz chráněný cimbuřím, dále měla střílny a asi 8 bastionů. V 17. a 18. století byla zdokonalována. Jeden z bastionů tvoří základ hlavní kopule Štefánikovy hvězdárny. Na konci hladová zdi stála zprvu Kartouzská neboli Újezdská brána, která byla přestavěna renesančně v roce 1551 a barokně koncem 17. století. V roce 1862 byla tato brána zazděna a nahrazena novou, větší, novogotickou branou se třemi otvory, která vydržela jen 30 let do zrušení hradeb (1891). Mnohé zbytky opevnění se dochovaly v suterénech domů.
Opevnění Hradčan bylo vybudováno počátkem 14. století. Roku 1631 byly Hradčany rozšířeny o Strahov a Pohořelec a obklopily je tzv. Mariánské hradby.
- Špitálská neboli Šárecká brána vznikla v Kanovnické ulici roku 1631, zbořena byla roku 1885.
- Strahovská neboli Říšská brána stávala u dnešních kasáren na Pohořelci od roku 1657 do let 1898–1899. Přicházela tudy cesta ze západních Čech. Roku 1620 z této strany vtrhla do Prahy vojska Ferdinanda II., roku 1648 Švédové.
- Brána svatého Benedikta (Dlážděná brána) stála nad Úvozem.
- Písecká brána (tedy stejného jména jako dvě z malostranských bran) neboli Bruská brána stojí od roku 1721 až dosud poblíž Královského letohrádku.
- Brána svaté Ludmily (bašta?) stála v dnešní Mickiewiczově ulici, nedaleko dnešní Bílkovy vily. V 70. letech 19. století v ní byla restaurace Panorama.
- další brána stála proti mostu do Pražského hradu
- brána vedle dnešního Arcibiskupského paláce vedla k potoku Brusnici

Dochovaly se čtyři bašty. Z bašty sv. Máří Magdaleny na okraji Letenských sadů se v 19. století na praporkový pokyn z věže Klementina střílelo pražské poledne i oslavné salvy k narození habsburských potomků. Dnes na jejím místě stojí Kramářova vila. Bašty svatého Tomáše, svaté Ludmily a svatého Jiří jsou různě přestavěné či zastavěné, Na baště svatého Tomáše je i název dnešní ulice ve výběžku Letenských sadů, Na baště svatého Jiří název ulice západně od Písecké brány, Na baště svaté Ludmily východně od Písecké brány.

## Hradby Nového Města

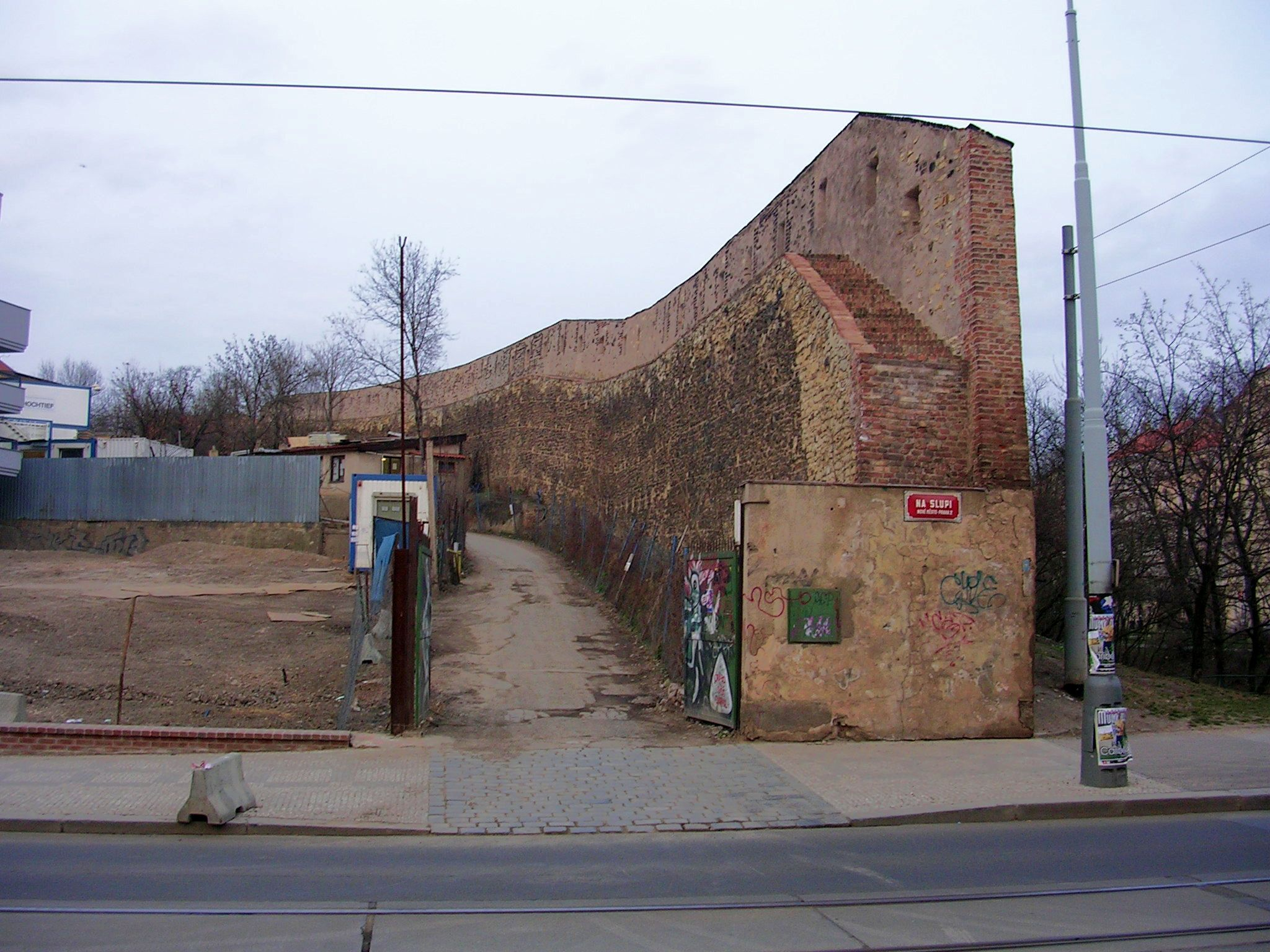
Dochovaná část gotických novoměstských hradeb z roku 1350 v Nuselském údolí

V letech 1348–1350 nechal Karel IV. vybudovat gotické hradby, které na pravém břehu obsáhly Nové Město. Hradby Nového Města byly dlouhé 3430 metrů a zahrnuly plochu 3,6 km².
Hradby vedly od Vyšehradu ke Karlovu a dále ve stopě dnešní Severojižní magistrály, nynějšími ulicemi Sokolská, Mezibranská, Wilsonova až k Vltavě u Těšnova. Vlaky na Státní nádraží (nynější Masarykovo) zpočátku (od roku 1845) projížděly šesti novými branami v hradbách.
- Brána svatého Petra (Poříčská brána, Špitálská brána) stála poblíž místa pozdějšího nádraží Těšnov a sloužila pro vstup od Špitálských polí (tedy z oblasti pozdějšího Karlína). Roku 1663 byla nahrazena novou, barokní branou v ulici Na Poříčí. Ta pak byla od let 1858–1859 až do zboření v roce 1875 (či 1885) nahrazena novorenesanční branou. Bránu spravovalo Staré Město.
- Horská brána čili Vídeňská brána (pro cesty na Kutnou Horu, Jihlavu a Vídeň) stála na východním konci Senovážného náměstí, U Bulhara. Po barokní přestavbě v letech 1655–1666 se jí říkalo Nová brána. Bránu spravovalo Staré Město.
- Koňská brána (Brána svatého Prokopa) na horním konci Koňského trhu (Václavského náměstí) byla roku 1836 empírově přestavěna podle architekta Petra Nobileho. Zbořena byla roku 1875, brzy ji nahradilo Národní muzeum. Brána vedla k černokostelecké silnici. Neměla padací most, ale obklopovala ji zahrada s oblíbenou promenádou vedoucí až k sousedním branám, kterou roku 1827 nechal zřídit hrabě Karel Chotek.
- Žitná brána byla na konci Žitné ulice, směřovala do Vršovic a Nuslí. Dnešní Mezibranská ulice se jmenuje podle Koňské a Žitné brány.
- Slepá brána (Svinská brána, původně Brána svatého Jana) byla na konci Ječné ulice (dnešní náměstí I. P. Pavlova). Původně se jmenovala podle kostelíku sv. Jana ve vsi Bojiště, na jehož místě byla brána postavena. V okolí brány se konaly trhy vepřů. Slepá se nazývala po barokní přestavbě, od níž byla neprůjezdná, určená jen pro pěší.

## Barokní hradby
V letech 1653–1730 byla Praha přestavěna v barokní pevnost s citadelou na Vyšehradě. Stavbu vedl generál Innocentio hrabě Conti. Na pravém břehu hradby postavil Carlo Lurago a na levém břehu Santino de Bossi. Byly přestavěny zanedbané hradby kolem celé Prahy, pouze v některých úsecích byly ponechány původní gotické hradby.
Opevnění bylo zesíleno asi 20 baštami, pojmenovanými podle svatých patronů. Bašty byly očíslovány na levém břehu postupně od Újezda (I.) až k dnešní Strakově akademii pod Letnou (XX.). Novoměstské bašty měly čísla od XXI. (Těšnov) po XXXII. Citadela Vyšehrad měla 6 bastionů (XXXIII. až XXXVIII.) a dva nečíslované v předsunuté hradbě (po obou stranách od Táborské brány).
Barokní Mariánské hradby (jmenovaly se podle kostelíka Panny Marie poblíž Bruské brány) vedly od Prašného mostu přes Pohořelec a Petřín k Vltavě, na druhou stranu směrem k Letné (u tzv. Letenského profilu). Dochovala se Písecká neboli Bruská brána (která byla mezi dřívějšími baštami sv. Jiří a sv. Ludmily). V roce 1860 bylo rozhodnuto o zrušení hradeb. Na západ od Písecké brány byly hradby zbourány v roce 1898 a na jejich místě byla roku 1900 vybudována kadetní škola (dnes Ministerstvo obrany). Východní část byla bourána od roku 1901.
Dne 1. října 2009 začala ražba tunelového úseku Brusnice, jenž je součástí budovaného tunelového komplexu Blanka v těsné blízkosti hradeb v úseku mezi ulicí Myslbekova a Prašným mostem. Památková inspekce Ministerstva kultury ČR potvrdila, že zastavila údajný plán stavebníka na odstranění podstatné části lícové stěny bašty XIV. Pražský magistrát odmítl, že by tuto demolici plánoval.

## Významná obléhání a průniky
- Pokus o obléhání za husitských válek (1420)
- Švédské obléhání Prahy (1648)
- Okupace Prahy Francouzi, Bavory a Sasy (1741–1742)
- Pruské obléhání Prahy (1757)

## Režim v branách

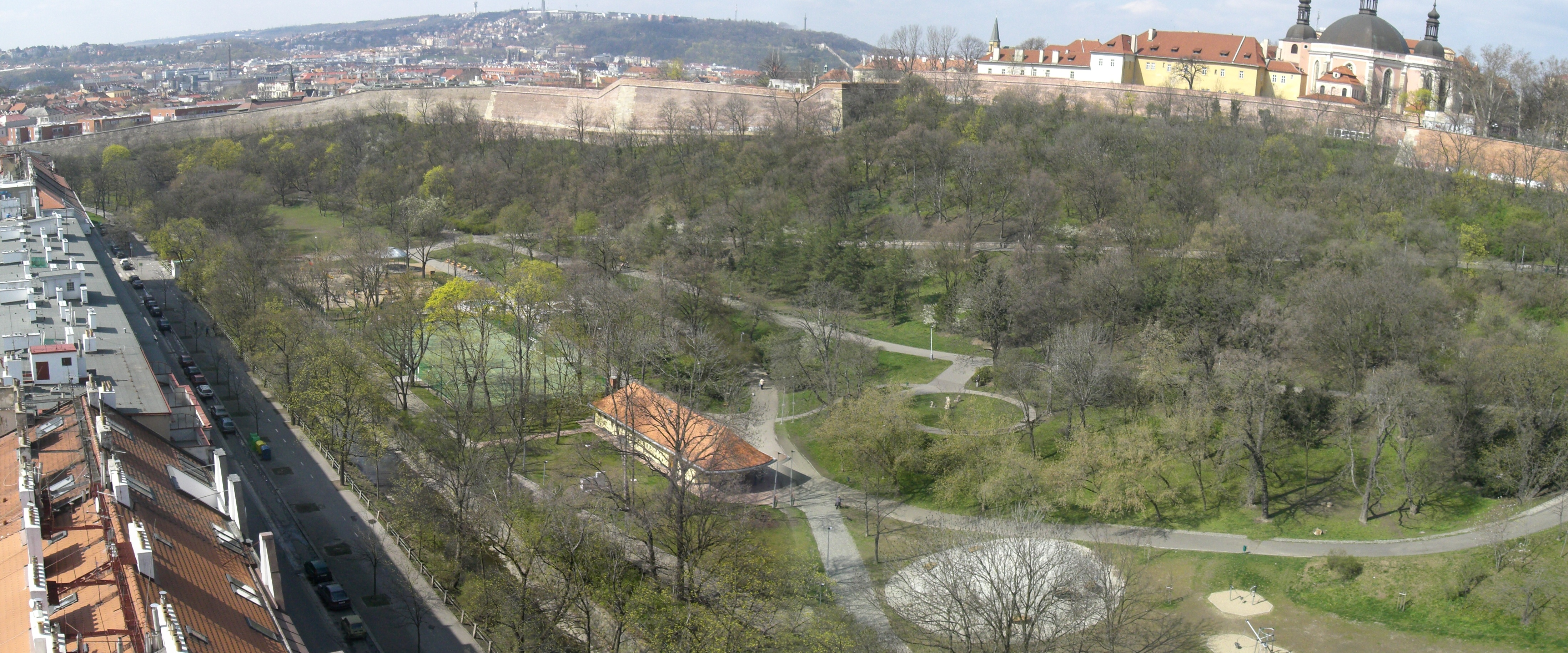
Pohled z Nuselského mostu na park Folimanka v Nuselském údolí, v pozadí jsou pod Karlovem dobře vidět dochované novoměstské hradby

Většina pražských bran byla opatřena vodním příkopem, zvedacími mosty a padacími železnými mřížemi. Barokní opevnění nemělo (s výjimkou Táborské brány) zvedací mosty, ale jen snadno odstranitelné dřevěné můstky.
V branách se také vybíralo clo a obdobné poplatky. Na noc i na dobu válečného nebezpečí nebo při epidemii moru se brány zamykaly. Noční odjezd z města byl možný na zvláštní povolení. Za zvláštní poplatek bylo možné opozdilce vpustit do města malými vrátky.
V delších mírových obdobích se opakovaně stávalo, že se části opevnění (bašty, parkány, příkopy) dostávaly do soukromých rukou a byly využívány k civilním účelům, například k bydlení či poskytování služeb, zatímco jiné části opevnění chátraly. Takovým obdobím byla například druhá polovina 15. století a celé 16. století. Poté krátce znovu po dekretu Marie Terezie z roku 1749, odkdy opevnění bylo sice zanedbáváno, ale přesto bylo několikrát využito k obraně (roku 1757 šestitýdenní ostřelování Prahy Prusy při sedmileté válce. Na začátku 19. století dvakrát při bojích s napoleonskými vojsky, jinak však od čtvrtiny 19. století přibývají stavební zásahy, které s vojenskou použitelností hradeb stále méně počítaly: nad Koňskou bránou byla roku 1827 zřízena rozsáhlá promenáda, některé brány pevnostního charakteru byly nahrazeny širšími a civilnějšími, výstavba Masarykova nádraží si vyžádala vybourání části hradeb a nahrazení šesticí bran v místě kolejí atd.

## Rušení hradeb
Některé úseky opevnění zanikaly již ve středověku v souvislosti s rozšiřováním opevněného území. Na místě původních staroměstských i malostranských hradeb tak vznikaly pásy domů, v jejichž základech lze zbytky opevnění nalézt.
Po dobytí Nového Města Francouzi v roce 1741 a jiných neúspěších opevnění odebrala Marie Terezie 30. dubna 1749 Praze status opevněného města. Přesto od té doby bylo opevnění ještě několikrát vystaveno vážnému obléhání. Roku 1818 byla Praha opět prohlášena pevností. V 19. století však jejich vojenský význam upadá a jsou využívány spíše pro vnitrostátní policejní kontrolu pohybu osob a zboží. Při revoluci roku 1848 byly tři věže upraveny pro útoky proti městu.
O zrušení pražského opevnění bylo rozhodnuto 30. října 1866 bezprostředně po prohrané prusko-rakouské válce, protože městská opevnění se prokázala jako zastaralá a neúčinná. Nedostatky při různých obléháních bylo například neopevnění Letné a Vítkova, odkud mohlo být město ostřelováno, nepostavení plánované citadely na Petříně, nedostatečná nebo špatně vycvičená posádka atd. Opevnění bylo vojskem odprodáno městu Praze a od roku 1875 postupně likvidováno.
Roku 1874 byl zbourán úsek mezi Poříčskou branou a ulicí Na Florenci, do roku 1876 novoměstské opevnění až ke Slepé bráně na dnešním náměstí I. P. Pavlova, do začátku 20. století se pokračovalo postupně v bourání směrem ke Karlovu. Na levém břehu byly před začátkem 20. století zbourány hradby mezi Strahovskou a Bruskou branou. Roku 1930 byla zbourána kasárna na Brusce.
Dochovaly se hradby na Vyšehradě, který předala vojenská správa městu v roce 1911, a v severním svahu Nuselského údolí mezi Novým Městem a Nuslemi. Souvislejší úseky se dochovaly od Strahova na Petřín.

## 20. století
Ve 20. století stát a město reagovaly na nové druhy rizik, jakými jsou letecké nálety a hrozba jaderného útoku. Před druhou světovou válkou byla k obraně Prahy vybudována tzv. Vnější obrana Prahy (VOP) neboli Pražská čára. V poválečné výstavbě byl kladen důraz na budování podzemních krytů, nejprve v rámci jednotlivých staveb, v 70. a 80. letech (počínaje trasou A) byl jako doprovodná akce při stavbě metra budován i tzv. ochranný systém metra, tedy jak výstavba speciálních jednoúčelových krytů, tak i vytváření podmínek pro využití provozních prostor k ochranným účelům. Po roce 1989 bylo udržování a budování tohoto systému postupně opouštěno, selhání některých prvků ochranného systému při povodních v roce 2002 a následné zatopení celé sítě metra v centrální oblasti města značně podlomilo i víru ve spolehlivost systému.
Po roce 2002 se přenesl důraz na zajištění do té doby podceňované protipovodňové ochrany Prahy.